# Airplanes
"Airplanes" é uma canção do rapper norte-americano B.o.B., de seu álbum de estreia intitulado B.o.B Presents The Adventures of Bobby Ray. A faixa conta com a participação da cantora Hayley Williams, vocalista da banda Paramore, e foi co-produzida por Alex Da Kid e DJ Frank E. O refrão da canção foi escrito por Jeremy "Kinetics" Dussolliet e Tim "One Love" Sommers, dois estudantes da Universidade de Cornell. "Airplanes" vem tocando muito nas rádios e chegou a atingir a posição #2 no iTunes por vários dias.
"Airplanes (Part II)" conta com a participação do também rapper Eminem e novamente da cantora Hayley Williams.

## Informações sobre a canção
A aparição de Williams foi explicada por ela e por B.o.B em vária entrevistas para a MTV. Williams disse que o Paramore estava em turnê quando lhe ofereceram a oportunidade de participar da canção e ela disse que adoraria e acabou aceitando. B.o.B disse que ele "sempre foi um fã da Hayley" e completou dizendo que não esperava uma colaboração entre os dois tão cedo. Os dois não estiveram no estúdio ao mesmo tempo para gravar a canção, fazendo suas partes separadamente.

### Parte II
"Airplanes, Part II" é uma continuação da canção que tem duas novas partes que são cantadas por B.o.B. Essa parte também conta com a participação do consagrado rapper Eminem e também de Hayley Williams, que esteve na Parte I. A canção foi produzida por Alex Da Kid com ajuda do rapper Eminem. Alex da Kid disse que a batida de "Airplanes Part II" seria a mesma da primeira parte. Na canção, Eminem e B.o.B discutem o que teria acontecido com eles se não tivessem perseguido a carreira no ramo musical. B.o.B postou a canção em sua conta no Twitter. Quando perguntado pela MTV como ele conseguiu uma parceria com Eminem, B.o.B respondeu :

"Paul Rosenberg [empresário de Eminem] deu pra ele a minha mixtape Cloud 9, dando ao Eminem uma ideia de como minha música soa. Eventualmente ele começou a mostrar ao Eminem mais material meu, o mantendo atualizado dos meus progressos e ele acabou por querer fazer uma parceria comigo, então isso foi meio que um presente."

B.o.B, Eminem e Keyshia Cole (substituindo Hayley Williams) se apresentaram com a canção no BET Awards de 2010 em 27 de junho, junto com a canção "Not Afraid" do Eminem.

## Videoclipe
Para a canção foi gravado um video clipe com a participação de Williams. B.o.B gravou sua parte no video em abril mas Williams só pode gravar sua parte quando o Paramore saiu de sua turnê de primavera, sendo assim nenhum dos dois artistas estiveram na mesma sala ao mesmo tempo filmando. O video clipe, dirigido por Hiro Murai, estreou no iTunes numa terça, 15 de junho de 2010. O video mostra em algumas partes o rapper B.o.B cantando num palco e numa sala cheia de luzes e ocasionalmente aparece a cantora Hayley Williams numa sala também iluminada e andando por entre as fotos. Jim Jonsin também faz uma aparição no video.

## Faixas e formatos
CD single (EUA)
1. Airplanes (Feat. Hayley Williams) (Principal) - 3:01
2. Airplanes (Feat. Hayley Williams) (Instrumental) - 3:01
3. Airplanes (Feat. Hayley Williams) (Versão p/ rádio) - 2:50
4. Airplanes (Feat. Hayley Williams) (Instrumental p/ rádio ) -2:50

Download Digital #1
1. Airplanes (Feat. Hayley Williams) (Principal) - 3:01

Download Digital #2
1. Airplanes (Feat. Hayley Williams) (Versão p/ rádio) - 2:50

## Desempenho comercial

### Gráficos semanais
| Paradas (2010)                | Melhor posição |
| ----------------------------- | -------------- |
| Áustria Singles Top 75        | 2              |
| Austrália Singles Chart       | 2              |
| Bélgica (Ultratip - Valônia)  | 9              |
| Bulgária Singles Top 40       | 1              |
| Billboard Brasil Hot 100      | 45             |
| Billboard Brasil Hot Pop      | 21             |
| Nova Zelândia Singles Chart   | 1              |
| Canadá Hot 100                | 2              |
| Países Baixos (Dutch Top 40)  | 4              |
| Irlanda Singles Chart         | 2              |
| Chéquia (Czech Airplay Chart) | 1              |
| Noruega Singles Chart         | 6              |
| Portugal Singles Top 50       | 3              |
| Suécia Singles Top 60         | 10             |
| Suíça (Swiss Music Charts)    | 5              |
| UK Singles Chart              | 1              |
| Billboard Hot 100             | 2              |
| Hot Rap Songs                 | 2              |
| Billboard R&B/Hip-Hop Songs   | 65             |
| Mainstream Top 40 (Pop Songs) | 2              |
| Mundo (United World Chart)    | 1              |

| País                  | Certificação (Vendas) | Vendas     |
| --------------------- | --------------------- | ---------- |
| Austrália - ARIA      | 3× Platina            | 210,000+   |
| Nova Zelândia - RIANZ | Platina               | 15,000+    |
| Canadá - Music Canada | 2× Platina            | 3,500,000+ |
| Estados Unidos - RIAA | 6× Platina            | 6,000,000+ |

| Parada (2012)                        | Melhor posição |
| ------------------------------------ | -------------- |
| Austrália (Australian Singles Chart) | 11             |
| Áustria (Austrian Singles Chart)     | 35             |
| Bélgica (Ultratip - Flanders)        | 51             |
| Canadá (Canadian Hot 100)            | 8              |
| Alemanha (German Singles Chart)      | 57             |
| Países Baixos (Dutch Top 40)         | 50             |
| Nova Zelândia (RIANZ Top 40)         | 5              |
| Suíça (Swiss Music Charts)           | 23             |
| Reino Unido (Uk R&B Singles Chart)   | 7              |
| Estados Unidos (Billboard Rap Songs) | 6              |

### Parte II
| Paradas (2010)                | Melhor posição |
| ----------------------------- | -------------- |
| Rap Songs                     | 13             |
| Mainstream Top 40 (Pop Songs) | 27             |